# Liste der Baudenkmäler in Altrei
Die Liste der Baudenkmäler in Altrei (italienisch Anterivo) enthält die vier als Baudenkmäler ausgewiesenen Objekte auf dem Gebiet der Gemeinde Altrei in Südtirol.
Basis ist das im Internet einsehbare offizielle Verzeichnis der Baudenkmäler in Südtirol. Dabei kann es sich beispielsweise um Sakralbauten, Wohnhäuser, Bauernhöfe und Adelsansitze handeln. Die Reihenfolge in dieser Liste orientiert sich an der Bezeichnung, alternativ ist sie auch nach der Adresse oder dem Datum der Unterschutzstellung sortierbar.

## Liste
| Foto |                 | Bezeichnung                                      | Standort                                                | Eintragung                   | Beschreibung                  | Metadaten                          |
| ---- | --------------- | ------------------------------------------------ | ------------------------------------------------------- | ---------------------------- | ----------------------------- | ---------------------------------- |
| ja   | Datei hochladen | Am Ort ID: 13724                                 | Gottschalkstraße 3-4 46° 16′ 42″ N, 11° 21′ 52″ O       | 30. Dez. 1977 (BLR-LAB 9265) | Ländliches Wohnhaus/Bauernhof | KG: Altrei Bauparzelle: 65/2       |
| ja   | Datei hochladen | Bildstock ID: 13723                              | 46° 16′ 39″ N, 11° 22′ 1″ O                             | 30. Dez. 1977 (BLR-LAB 9265) | Bildstock                     | KG: Altrei Bauparzelle: 44         |
| ja   | Datei hochladen | Lochmann ID: 13725                               | Enn-und-Caldiff-Straße 6-10 46° 16′ 43″ N, 11° 22′ 0″ O | 30. Dez. 1977 (BLR-LAB 9265) | Ländliches Wohnhaus/Bauernhof | KG: Altrei Bauparzelle: 66/1, 66/3 |
| ja   | Datei hochladen | Pfarrkirche St. Katharina mit Friedhof ID: 13722 | 46° 16′ 33″ N, 11° 21′ 54″ O                            | 30. Dez. 1977 (BLR-LAB 9265) | Kirche                        | KG: Altrei Bauparzelle: 1          |

Falls bei einem Baudenkmal keine Koordinaten bekannt sind, werden ersatzweise die Katasterdaten zum Zeitpunkt der Unterschutzstellung angegeben. Diese sind weder offiziell noch zwingend aktuell.
Die vom Landesdenkmalamt übernommenen Adressen können veraltet sein.
| Foto:   | Fotografie des Denkmals. Klicken des Fotos erzeugt eine vergrößerte Ansicht. Daneben finden sich zwei Symbole: |
| ID      | Identifikator beim Südtiroler Landesdenkmalamt                                                                 |
| KG      | Katastralgemeinde                                                                                              |
| MD      | Ministerialdekret                                                                                              |
| BLR-LAB | Beschluss der Landesregierung – Landesausschussbeschluss                                                       |